# Solanum tabanoense
Solanum tabanoense är en potatisväxtart som beskrevs av Donovan Stewart Correll. Solanum tabanoense ingår i släktet skattor som ingår i familjen potatisväxter. Inga underarter finns listade i Catalogue of Life.